# 刻耳柏洛斯山
77°26′S 161°53′E / 77.433°S 161.883°E
刻耳柏洛斯山（英語：Mount Cerberus）是南極洲的山峰，位於維多利亞地，處於維達湖和俄瑞斯忒斯山之間，屬於奧林匹斯山脈的一部分，海拔高度超過1,600米，由威靈頓維多利亞大學的探險隊命名。